# Muntanyes negres
Les Muntanyes negres, situades al centre-nord del Bhutan, formen una serralada entre dos rius: el Mo Chhu i el Drangme Chhu, que a la part baixa han llaurat profundes gorges i valls fèrtils inundades pels rius. Aquí és on es concentra la major part de la població.
Els cims oscil·len entre els 1.500 i 2.700 m. Les masses forestals de la regió central proporcionen gran part de la producció de fusta de Bhutan. També hi flueixen els rius Torsa, Raidak, Sankosh, i Manas.